# لودفيج براندتل
لودفيغ براندتل (بالألمانية: Ludwig Prandtl)‏ (4 فبراير 1875 – 15 أغسطس 1953)  كان مهندسًا ألمانيًا. رائدا في تطوير التحليلات الرياضية المنهجية الصارمة التي استخدمها لعلم علم الديناميكا الهوائية، والتي أصبحت تشكل أساس العلم التطبيقي لهندسة الطيران والفضاء الجوي. في عشرينيات القرن العشرين، طور الأساس الرياضي للمبادئ الأساسية للديناميكا الهوائية دون سرعة الصوت على وجه الخصوص؛ وصولا للأسرع من الصوت سرعات. حددت دراساته الطبقة الحدودية والجناحات الرقيقة ونظريات خط الرفع. تم تسمية عدد برانتل من بعده.

## السنوات المبكرة
ولد براندتل في فريسينج بالقرب من ميونيخ عام 1875. عانت والدته من مرض مزمن، ونتيجة لذلك، قضى لودفيج المزيد من الوقت مع والده، أستاذ الهندسة. شجعه والده أيضًا على مراقبة الطبيعة والتفكير في ملاحظاته.
دخل إلى تكنيش هوششول ميونيخ عام 1894 وتخرج بدرجة الدكتوراه. بتوجيه من الأستاذ أوغست فويبل في ست سنوات. كان عمله في ميونيخ في الميكانيكا الصلبة، وكانت وظيفته الأولى مهندسًا لتصميم معدات المصانع. هناك، دخل مجال ميكانيكا السوائل حيث كان عليه تصميم جهاز شفط. بعد إجراء بعض التجارب، توصل إلى جهاز جديد يعمل بشكل جيد ويستخدم طاقة أقل من الجهاز الذي استبدله.

## برانتل والرايخ الثالث
بعد صعود هتلر إلى السلطة وإنشاء الرايخ الثالث، واصل براندتل دوره كمدير لجمعية القيصر فيلهلم. خلال هذه الفترة، غالبًا ما استخدمت وزارة الطيران النازية، بقيادة هيرمان غورينغ، سمعة براندتل الدولية كعالم لتعزيز أجندة ألمانيا العلمية. يبدو أن براندتل قد خدم بسعادة كسفير للنظام النازي، وكتب في عام 1937 إلى ممثل اللجنة الاستشارية الوطنية للملاحة الجوية «أعتقد أن الفاشية في إيطاليا والاشتراكية الوطنية في ألمانيا تمثل بدايات جيدة جدًا للتفكير والاقتصاد الجديد.» يظهر دعم براندتل للنظام في رسائله إلى جي آي تايلور وزوجته في عامي 1938 و1939. في إشارة إلى معاملة ألمانيا النازية لليهود، كتب براندتل «النضال، الذي كان على ألمانيا للأسف محاربته ضد اليهود، كان ضروريًا للحفاظ على الذات.» كما زعم براندتل أنه «إذا كانت هناك حرب، فإن الذنب الذي تسببت فيه بسبب الإجراءات السياسية هو هذه المرة بشكل لا لبس فيه إلى جانب إنجلترا».

## الموت وما بعده

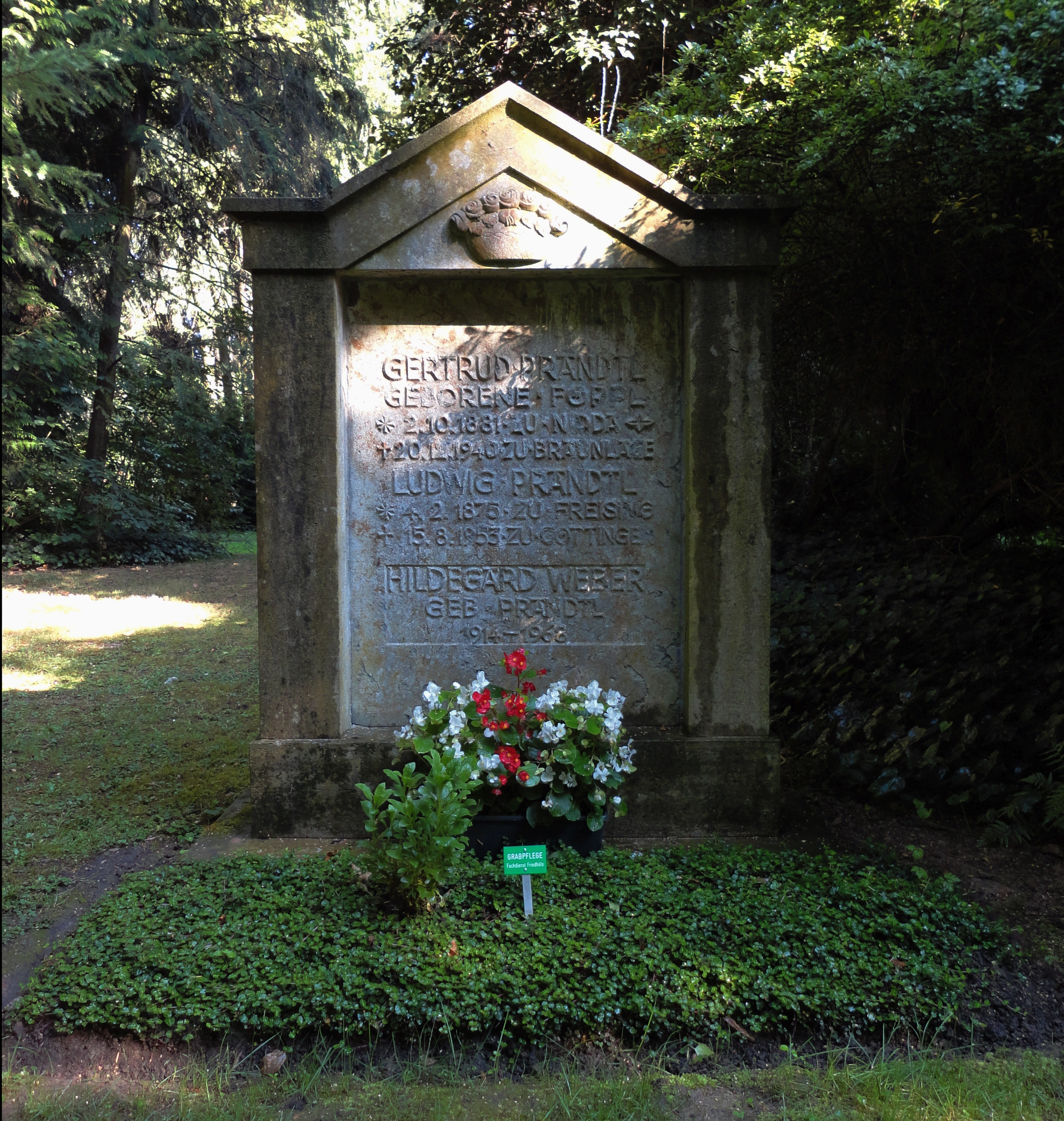
غوتنغن، مقبرة المدينة: قبر لودفيغ براندتل

عمل براندتل في جوتنجن حتى وفاته في 15 أغسطس 1953. لا يزال عمله في ديناميكيات السوائل مستخدمًا اليوم في العديد من مجالات الديناميكا الهوائية والهندسة الكيميائية. غالبًا ما يشار إليه باسم والد الديناميكا الهوائية الحديثة.
سميت حفرة على القمر باسم براندتل تكريما له.
تم منح خاتم لودفيغ براندتل من قبل الجمعية الألمانية للملاحة الجوية والفضائية تكريما لمساهمته البارزة في مجال هندسة الطيران.

## الطلاب البارزون
- Jakob Ackeret
- ألبرت بيتز
- بول ريتشارد هاينريش بلاسيوس
- Adolf Busemann
- كورت هوهينيمسر
- ثيودور فون كارمان
- Lu Shijia (Hsiu-Chen Chang-Lu)
- Hubert Ludwieg  [لغات أخرى]‏
- هيلدا ليون (1932–33)
- Hans Multhopp
- ميخائيل ماكس مونك
- Johann Nikuradse
- Reinhold Rudenberg
- Hermann Schlichting
- Walter Tollmien
- Vishnu Madav Ghatage
- Karl Wieghardt

## نظر أيضا
- توربين تسلا
- تفرد براندتل-جلاوير
- تحول براندتل-غلاويرت
- دالة Prandtl-Meyer
- Prandtl-M NASA - طائرة أبحاث أولية، التصميم الأيروديناميكي، تهبط على كوكب المريخ، تكريم براندتل

## وصلات خارجية
- لودفيج براندتل على موقع الموسوعة البريطانية (الإنجليزية)
- لودفيج براندتل على موقع مونزينجر (الألمانية)
- لودفيج براندتل على موقع إن إن دي بي (الإنجليزية)

1. 1 2  Encyclopædia Britannica | Ludwig Prandtl (بالإنجليزية), QID:Q5375741
2. 1 2  Brockhaus Enzyklopädie | Ludwig Prandtl (بالألمانية), OL:19088695W, QID:Q237227
3. 1 2  Store norske leksikon | Ludwig Prandtl (بالنرويجية البوكمول والنرويجية النينوشك), ISSN:2464-1480, QID:Q746368
4. 1 2  Gran Enciclopèdia Catalana | Ludwig Prandtl (بالكتالونية), Grup Enciclopèdia, QID:Q2664168
5. 1 2  Dalibor Brozović; Tomislav Ladan (1999.), Hrvatska enciklopedija | Ludwig Prandtl (بالكرواتية), Leksikografski zavod Miroslav Krleža, OL:120005M, QID:Q1789619 {{استشهاد}}: تحقق من التاريخ في: |publication-date= (help)
6. 1 2 3 4 5  www.accademiadellescienze.it (بالإيطالية), QID:Q107212659
7. 1 2  А. М. Прохорова, ed. (1969), Большая советская энциклопедия: [в 30 т.] (بالروسية) (3rd ed.), Москва: Большая российская энциклопедия, Прандтль Людвиг, OCLC:14476314, QID:Q17378135
8. 1 2 3 4  تاريخ ماكتوتور لأرشيف الرياضيات، QID:Q547473
9. ↑  Charles Coulston Gillispie, ed. (1970s), Dictionary of Scientific Biography (بالإنجليزية), Charles Scribner's Sons, OCLC:89822, QID:Q656742
10. ↑   https://www.wilhelmexner.org/en/medalists/. {{استشهاد ويب}}: |url= بحاجة لعنوان (مساعدة) والوسيط |title= غير موجود أو فارغ (من ويكي بيانات) (مساعدة)
11. ↑  List of Royal Society Fellows 1660-2007 (PDF) (بالإنجليزية), Royal Society, p. 289, QID:Q111806251
12. ↑  Busemann، A. (1960). "Ludwig Prandtl. 1875-1953". Biographical Memoirs of Fellows of the Royal Society. ج. 5: 193–205. DOI:10.1098/rsbm.1960.0015.
13. ↑  Eckert، Michael (2006). "The Beginnings of Fluid Mechanics in Göttingen, 1904–14". The Dawn of Fluid Dynamics: A Discipline Between Science and Technology. Weinheim: Wiley-VCH. ص. 31–56. ISBN:3-527-40513-5.
14. ↑  Johanna Vogel-Prandtl. "Ludwig Prandtl" (PDF). David A. Tigwell (trans.). Universitätsverlag Göttingen, Germany, 2014. مؤرشف من الأصل (PDF) في 2014-12-10.
15. ↑  Eckert، Michael (2006). The Dawn of Fluid Dynamics: A Discipline Between Science and Technology. Weinheim: Wiley-VCH. ISBN:3-527-40513-5. مؤرشف من الأصل في 2020-03-20.